# Чернавська сільська рада (Притобольний район)
Черна́вська сільська рада (рос. Чернавский сельский совет) — сільське поселення у складі Притобольного району Курганської області Росії.
Адміністративний центр — село Чернавське.
Населення сільського поселення становить 534 особи (2021; 647 у 2010, 891 у 2002).

## Склад
До складу сільського поселення входять:
| Населений пункт    | Населення, осіб (2002) | Населення, осіб (2010) |
| ------------------ | ---------------------- | ---------------------- |
| Осиновка, присілок | 223                    | 98                     |
| Чернавське, село   | 665                    | 549                    |